# Kikuchi Shunsuke (cầu thủ bóng đá)
Kikuchi Shunsuke (菊地俊介 (Cúc Địa Tuấn Giới)), sinh ngày 4 tháng 10 năm 1991 ở Saitama, Nhật Bản là một cầu thủ bóng đá người Nhật Bản thi đấu cho Shonan Bellmare ở J1 League.

## Thống kê sự nghiệp câu lạc bộ
Cập nhật đến ngày 23 tháng 2 năm 2018.
| 2014 | Shonan Bellmare | J2 League | 30 | 3  | 2 | 1 | – | – | 32 | 4  |
| 2015 | Shonan Bellmare | J1 League | 30 | 1  | 2 | 1 | 3 | 0 | 35 | 2  |
| 2016 | Shonan Bellmare | J1 League | 7  | 0  | 2 | 1 | 0 | 0 | 9  | 1  |
| 2017 | Shonan Bellmare | J2 League | 23 | 8  | 0 | 0 | – | – | 23 | 8  |
| Tổng | Tổng            | Tổng      | 90 | 12 | 6 | 3 | 3 | 0 | 99 | 15 |

## Danh hiệu

### Shonan Bellmare
- J2 League (2): 2014, 2017